# Brockhaus-Wanderheft
Brockhaus-Wanderheft, bis einschließlich 1969 Unser kleines Wanderheft, war eine in der DDR erschienene Publikationsreihe, die ab 1951 beim VVV Dresdner Verlag Dresden erschien und deren erste acht Hefte vom Landesamt für Volkskunde und Denkmalpflege Sachsen in Dresden herausgegeben wurden. Bereits im Laufe des Jahres 1952 erschienen die Hefte im Verlag vom VEB Bibliographisches Institut Leipzig und wurden dort von der Abteilung Wanderliteratur herausgegeben. Der VEB Bibliographisches Institut wurde ab 1964 als VEB F. A. Brockhaus Verlag Leipzig fortgeführt. Die Wanderhefte erschienen bis zu dessen 1977 erfolgten Auflösung und wurden dann durch die neue Reihe Tourist-Wanderheft abgelöst und zunächst mit der alten Nummerierung weitergeführt, bevor 1981 neue Heftnummern vergeben wurden.
Es handelte sich zunächst um 32-seitige Heftchen, die für 50 oder 60 Pfennig gehandelt wurden. Nach den ersten Nummern wurden die Heftchen entweder auf 48 Seiten im Oktavformat mit 8 Schwarz-Weiß-Abbildungen oder auf 56–80 Seiten mit 4 Schwarz-Weiß-Abbildungen und einer Übersichtskarte erweitert. Der Preis für die jüngeren Einzelhefte betrug jeweils 1 Mark.
Die Gesamtauflage der 1973 erscheinenden Brockhaus-Wanderhefte betrug mehr als 300.000 Exemplare. Einige Wanderhefte erschienen in hohen Auflagen, so das Wanderheft Sächsische Schweiz in den Jahren zwischen 1952 und 1976 in 16 Auflagen in 247.000 Exemplaren.
Aufgrund der verstärkten Grenzsicherung ab 1961 und der Ausdehnung des Sperrgebietes entlang der damaligen innerdeutschen Grenze mussten mehrere Wanderhefte stark überarbeitet werden, weil Wandergebiete wie zum Beispiel der Brocken (Unser kleines Wanderheft Nr. 70) nicht mehr öffentlich zugänglich waren. Dieses Heft erschien 1957 und 1958 mit jeweils einer Auflage von 10.000 Exemplaren unter dem Titel Ilsenburg und der Brocken. 1966 wurde eine Neufassung des Heftes mit dem Titel Ilsenburg am Harz veröffentlicht.

## Ausgaben (Auswahl)
- 1: Reimar Gilsenbach: Freiberg, 1951
- 1: Heinz Ufer: Freiberg, 2., überarb. Aufl. 1968, 3., überarb. Aufl. 1970
- 2: Theodor Hardtmann: Pillnitz, 1951; [2. Aufl.] 1953;
- 2: Herbert Wotte: Pillnitz und seine Umgebung, 2. Aufl. der Neufassung, 1963; 3., überarb. Aufl. der Neufassung 1967; 4., verbesserte Aufl., 1969; 5., bearb. Aufl. 1972; (9. Aufl. 1983 als Tourist-Wanderheft, 27)
- 3: Willi Sowinski, Karl/Kurt Buck: Moritzburg, 1951; 1953; 1956
- 4: Klaus Vogt: Sächsische Schweiz, 1951
- 4: Gerhard Engelmann, Richard Vogel, Alfred Fiedler, Hermann Lemme: Elbsandsteingebirge, 1952; 1953; 1955
- 4: Gerhard Engelmann, Alfred Fiedler, Hermann Lemme, Richard Vogel (†), Gerhard Walter, Dieter Weber: Sächsische Schweiz, 7., erw. Aufl. 1959; 9. erw. Aufl. 1962
- 4: Sächsische Schweiz, 10., überarb. Aufl., 1965; 11., überarb. Aufl., 1966; 13., überarb. Aufl. 1968
- 4: G. Engelmann, A. Fiedler, H. Lemme, G. Walter, D. Weber, R. Vogel: Sächsische Schweiz, 14., überarb. Aufl. 1970
- 4: G. Engelmann, A. Fiedler, H. Lemme, R. Vogel, G. Walter, D. Weber: Sächsische Schweiz. Ceske Svýcarsko, 15. Aufl. 1973; 16. Aufl. 1976
- 5: Kurt Schumann: Rund um die Augustusburg, 1952, 2. Aufl. 1954
- 5: Heinz Mauersberger: Augustusburg–Zschopau–Wolkenstein, 1. Aufl. der Neufassung 1962
- 6: Reinhold Herrmann: Das untere Zschopautal, 1952; [2. Aufl.] 1953
- 6: Reinhold Herrmann: Kriebstein-Talsperre Waldheim, 3. Aufl. 1958, überarbeitet von Rudolf Paul Roßberg; 4. Aufl. 1959, überarbeitet von Rudolf Paul Roßberg
- 6: Rudolf Paul Roßberg: Kriebstein-Talsperre Waldheim – Mittweida, 2., überarb. Aufl. der Neufassung 1967, 4., bearbeitete Aufl. 1976
- 7: Rudolf Kneip: Das Muldental zwischen Penig und Rochlitz, 1952, 2. Aufl. 1954
- 7: Ernst Benedict: Tal der Burgen zwischen Rochlitz und Glauchau, 1. Aufl. der Neufassung 1960; 2. durchges. Aufl. der Neufassung 1961
- 7: Ernst Benedict: Muldental Grimma – Rochsburg, 3. veränderte Auflage 1968
- 8: Gerhard Engelmann: Bad Elster, 1953
- 8: Bruno Rudau: Bad Elster, Sohl, Radiumbad Brambach, 4., verb. Aufl. 1962; Bad Elster, Bad Brambach, Sohl, 6., verbesserte Aufl. 1968, 7., verbesserte Aufl. 1971, 8. Aufl. 1972, 9. Aufl. 1974
- 9: Theodor Arldt: Dresdner Heide, 1953
- 9: Herbert Wotte: Dresdner Heide, Neufassung 1962; 2., überarb. Aufl. der Neufassung 1968; 3., verbesserte Aufl. der Neufassung 1970; 4. Aufl. 1975 (5. Aufl. als Tourist-Wanderheft, o. Nr.)
- 10: Alfred Berger: Nossen und Altzella, Leipzig 1952
- 11: Martin Hammermüller: Die Wälder um Bärenburg, 1953, 2. Aufl. 1954
- 11: Martin Hammermüller: Osterzgebirge, 3., verb. Aufl. 1959
- 11: Streifzüge durch das Osterzgebirge Bärenburg – Bärenfels – Kipsdorf – Schellerhau
- 12: Herbert Clauß: Zwickau, 1953; 2. Aufl. 1954
- 13: Elbfahrt Dresden–Schmilka, 1953
- 13: Hermann Lemme: Elbfahrt Dresden–Schmilka, 1. Aufl. der Neufassung 1961; 3., überarb. Aufl. 1970
- 14: Rolf Weber: Im Triebtal und Steinicht, 1953
- 14: Rolf Weber: Talsperre Pöhl. Jocketa–Jößnitz–Syrau, 1. Aufl. der Neufassung 1967; 2., verbes. Aufl. der Neufassung 1968; 3. Aufl. der Neufassung 1972; 5. Aufl. 1980 (ohne Nr.)
- 15: Rudolf Paul Roßberg: Leisnig und das Tal der unteren Freiberger Mulde, 1953
- 16: Werner Starke: Leipzig, Schauplatz der Völkerschlacht 1813, 2., erw. und verb. Aufl. 1955; 6., verb. Aufl. 1967
- 17: Herbert Wotte: Die Weißeritz-Talsperren, 1954
- 17: Herbert Wotte: Talsperren Malter und Klingenberg – Rabenauer Grund, 3. Aufl. 1973 (später als Tourist-Wanderheft, 34)
- 18: Herbert Wotte: Tharandter Wald, 2., verbesserte Aufl., 1958; 4., überarb. Aufl. 1966; 5., überarb. Aufl. 1969; 6., bearbeitete Aufl. 1973; 7. Aufl. 1976; (9. Aufl. 1982 als Tourist-Wanderheft, 17)
- 19: Gerhard Engelmann: Berggießhübel und Bad Gottleuba, 1954
- 19: Gerhard Engelmann und Walter Jobst: Berggießhübel und Bad Gottleuba, Überarb. und erw. Aufl. 1957
- 19: Walter Jobst: Berggießhübel–Bad Gottleuba, 3., neu bearbeitete Aufl. 1960; 4., verbesserte Aufl., 1964; 6., verbesserte Aufl. 1971
- 20: Rudolf Paul Roßberg: Grimma–Naunhof Großbothen–Nerchau–Trebsen–Brandis, 1954
- 21: Hermann Heinz Wille: Insel Usedom, 4., verb. Aufl. 1959; 7. überarb. Aufl. 1962; 11., verbesserte Aufl. 1967; 14., bearb. Aufl. 1975; (15., bearb. Aufl. 1978 als Tourist-Wanderheft, o. Nr.)
- 22: Paul Platen: Dübener Heide, 1954; 2., verb. Aufl. 1959
- 22: Paul Platen und Berthold Legler: Dübener Heide, 4., überarb. u. ergänzte Aufl. 1967; 5., überarb. Aufl. 1971
- 23: Ballenstedt
- 24: Erhardt Preil: Naumburg – Freyburg – Bad Kösen, 1954
- 24: Walter Wirth: Naumburg – Bad Kösen – Rudelsburg, 1957; 3., überarb. Aufl. der Neufassung 1965; 4., überarb. Aufl. 1967; 5., überarb. Aufl. der Neufassung 1970; 7. Aufl. 1977; (9. Aufl. 1984 als Tourist-Wanderheft, 11)
- 25: Alfred Knopf: Die Saalfelder Höhe Zwischen Schwarzatal und Loquitzgrund, 1954
- 26: Herbert Kürth: Bad Liebenstein und Brotterode, 11.–22. Tausend, 1957
- 27: Martin Hammermüller: Altenberg – Geising – Zinnwald, 1954
- 28: Günther R. Rehschuh, Rudolf Huscher, Willi Sowinski: Radebeul und die Lößnitz
- 29: Fritz Bähn: Kloster Chorin und seine Umgebung, Schiffshebewerk Niederfinow, Plagefenn, Werbellinsee, 2. Aufl. 1957; 4., überarb. Aufl. 1966; 3., überarb. Aufl. 1969
- 29: Reinhold Discher, Editha Flöhr, Werner Flöhr, Norbert Kohlstock und Alexis Scamoni: Chorin und Umgebung, Schiffshebewerk Niederfinow, Plagefenn, 1. Aufl. der Neufassung 1971; 2. Aufl. 1973; 3. Aufl. 1975; (5. Aufl. 1977 als Tourist-Wanderheft, 29)
- 30: Rudolf Paul Roßberg: Colditz – Bad Lausick
- 31: Walter Ruben: Die Mühlsteinbrüche bei Jonsdorf (im Zittauer Bergland), 1954; 2., verb. Aufl. 1961; 3., verb. Aufl. 1965; 5. Auflage 1973
- 32: Erich Schafranek: Quer durch den Harz mit der Harzquerbahn, [2. Aufl.] 1957; [3. Aufl.] 1957
- 33: Heinz Müller: Quedlinburg, 4., überarb. Aufl. 1966; 6. Aufl. 1972
- 34: Wilhelm Glöde: Altenburg, 1. Aufl. 1955
- 35: Hanns Bornemann: Die Wartburg, 1. Aufl. 1955
- 35: Karl Köthe: Die Wartburg, 2. Aufl. der Neufassung 1963
- 36: Theodor Arldt: Das Rödergebiet um Radeberg. Seifersdorfer Tal, 1955
- 37: Fritz Haardt: Neustadt an der Orla, 1. Aufl. 1955
- 38: Hans Apel, Klaus Apel: Lauscha und das südthüringische Rennsteiggebiet, 1957; 3., verbesserte Aufl. 1961; 4., überarbeitete Aufl. 1965
- 38: Klaus Apel: Lauscha – Neuhaus a. Rwg. – Steinach, 6. Aufl. 1976
- 39: Gera und Umgebung
- 40: Martin Hammermüller: Lauenstein – Bärenstein – Glashütte
- 41: Wilhelm Glöde: Kohren-Sahlis Frohburg – Gnandstein, 2., überarb. Aufl. 1961
- 42: Karl-Heinz Saumsiegel: Oschatz und der Wermsdorfer Wald
- 43: Fritz Klocke: Harzgerode, 1956
- 43: Elisabeth Koehler:  Harzgerode - Ballenstedt Alexisbad - Mägdesprung, 4., verb. Aufl. 1968; 6. Aufl. 1974
- 44: Rudolf Paul Roßberg: Oybin – Lückendorf, 1955; 4., überarb. Aufl. 1962; 5., überarb. Aufl. 1964; 6., verb. Aufl.; 7., verb. Aufl. 1969, 9. Aufl. 1975
- 45: Ernst Pörner: Wernigerode die bunte Stadt am Harz, 1956; 6., verb. Aufl. 1963; 7., verb. Aufl. 1965
- 45: Ernst Pörner und Karl Üblacker: Wernigerode die bunte Stadt am Harz, 8., verb. Aufl. 1967; 9., verb. Aufl. 1969
- 46: Der Spreewald
- 47: Darß–Zingst–Fischland, 3., verb. Aufl. 1961; 4., verb. Aufl. 1962; 5., überarb. Aufl. 1964
- 47: Darß-Zingst, 9. Aufl. 1975
- 48: Rudolf Paul Roßberg: Elbfahrt Dresden – Torgau
- 49: Robert Hänsel, Schleiz – Ziegenrück – Saalburg, 1956; 2., verb. Aufl. 1961
- 50: Rund um die Müggelberge
- 51: Paul Müller: Rund um Karl-Marx-Stadt, 1956
- 52: Elisabeth Koehler: Gernrode – Bad Suderode, 4., verb. Aufl.; 7., verb. Aufl. 1969; 8. Aufl. 1973
- 53: Rudolf Paul Roßberg: Zittau, 1956; 2., überarb. Aufl. 1961
- 54: Johannes Jaeger: Aschberggebiet Klingenthal – Markneukirchen – Schöneck, 7. Aufl. 1975
- 55: Herbert Kürth: Friedrichroda – Tabarz, 1956; (2. Aufl.) 1957
- 55: Herbert Kürth: Friedrichroda – Tabarz – Waltershausen, 3., überarb. Aufl. 1965; 4., übearb. Aufl. 1967; 6. Aufl., 1972; 7. Aufl. 1974
- 56: Johannes Wütschke: Wörlitzer Park Oranienbaum, 1956
- 56: Johannes Wütschke: Wörlitzer Park Luisum bei Dessau Oranienbaum, (3. Aufl.) 1958; 5., verbesserte Aufl. 1969
- 57: Bad Freienwalde
- 58: Fürstenberg – Stalinstadt – Schlaubetal
- 59: Karl Schönheid und Alfred Knopf: Rudolstadt und Umgebung, 1956
- 60: Hans Becher: Benneckenstein, 2., verb. Aufl. 1960
- 61: Friedrichsbrunn und das Ramberggebiet
- 62: Hellmuth Heinz: Freital und der Plauensche Grund, 1957
- 63: Paul Platen: Wurzen und die Hohburger Berge
- 64: Landschaftsschutzgebiet Gamengrund-Seenrinne
- 65: Dieter Scholz: Die Dahlener Heide, 1957
- 66: W. Piechocki: Halle an der Saale, 1957
- 67: Magdeburg
- 68: Eisenach Drachenschlucht – Hörselberge, 2., verb. Aufl. 1959
- 68: Erich Schleicher: Eisenach Drachenschlucht – Hörselberge, 3., verb. Aufl. 1961; 4., verb, Aufl. 1966
- 69: Ernst Göbler, Arno Kunze und Alfred Schubert: Jonsdorf – Waltersdorf, 1957; 4., verb. Aufl. 1966; 7. Aufl. 1974
- 70: Wilhelm Schreyer: Ilsenburg und der Brocken, 1957; 2. Aufl. 1958
- 70: Günter Ahlhelm: Ilsenburg am Harz
- 71: Rüdiger Spengler: Schwarzatal, (2. Aufl.) 1957; 5., verb. Aufl. 1964; 6., verb. Aufl. 1966; 7., verb. Aufl. 1967; 9., verb. Aufl. 1971; 10. Aufl. 1973; 11. Aufl. 1975
- 72: Heinrich Lindau: Das Bodetal Thale – Treseburg – Altenbrak, 4., überarb. Aufl. 1965; 5., überarb. Aufl. 1967; 6., überarb. Aufl. 1968
- 73: Ruhla – Thal – Inselsberg, 1958
- 74: Zeulenroda und das obere Weidatal
- 75: Friedrich Prüfer: Hainichen und das Striegistal
- 76: Günther Buresch: Stolberg im Harz, 1958; 2., überarb. Aufl. 1963; 3. verb. Aufl. 1966; 5., verb. Aufl. 1971; 6. Aufl. 1975
- 77: Erich Schafranek: Blankenburg am Harz – Bodetal – Regenstein – Rübeländer Höhlen, 1958.
- 78: Kurt Knote: Bad Berka Kranichfeld – Blankenhain Stausee Hohenfelden, 3., verb. Aufl. 1965; 4., verb. Aufl. 1971; 5. Aufl. 1974
- 79: Rudolf Petzold: Die Bäderküste Rügens, 1958; 3., überarb. Aufl. 1964; 4., überarb. Aufl. 1966; 6.,  überarb. Aufl. 1971; 8. Aufl. 1976
- 80: Zella-Mehlis
- 81: Martin Hammermüller: Frauenstein – Rechenberg-Bienenmühle – Holzhau – Nassau, 1958; 3., verb. Aufl. 1969; 4. Aufl. 1974; 5. Aufl. (o. Nr.)
- 82: Karl Heinz Saumsiegel: Roßwein – Döbeln
- 83: Saalfeld und die Feengrotten, 1958
- 83: Alfred Knopf, Heinz Pfeiffer und Gerhard Werner: Saalfelder Feengrotten, 1. Aufl. der Neufassung 1969
- 83: Alfred Knopf, Heinz Pfeiffer und Gerhard Werner: Feengrotten und die Stadt Saalfeld, 2. Aufl. 1973; (5. Aufl. 1978 als Tourist-Wanderheft, o. Nr.)
- 84: Erich Martin und Franz Hauschild: Greiz Elsterberg – Berga, 1958
- 85: Hans Richter: Kurort Oberwiesenthal Fichtelberggebiet Neudorf - Bärenstein mit Skiwanderungen, 1958; 2. Aufl. 1958; 3., verb., 1964; 4., verb. Aufl. 1968; 5. überarb. Aufl. 1971, 6. Aufl. 1974
- 86: Siegfried Marohn: Der Rennsteig, 1959; 3., verb. Aufl. 1963; 5., verb. Aufl. 1967; 6. Aufl. 1968; 7. Aufl. 1971; 8. Aufl. 1974
- 87: Wismar und die Insel Poel, 1. Aufl. 1963; 2., überarb. Aufl. 1968; 3. Aufl., 1972; (5., bearb. Aufl. 1980 als Tourist-Wanderheft, o. Nr.)
- 88: Bastei Kurort Rathen – Stadt Wehlen, 2., überarb. Aufl. 1961, Überarb. der 4. Aufl. 1968
- 89: Eisenberg – Mühltal Bad Klosterlausnitz – Stadtroda, 5. Aufl. 1974
- 90: Sonneberger Land Mengersgereuth-Hämmern – Steinach, 1959
- 91: Brocken – Schierke – Elend
- 92: Gerit Friese, Kurt Gräfe, Lothar Jaschin, Albert Pfeiffer, Kurt Prestel und Alexis Scamoni: Werbellinsee Eichhorst – Altenhof – Joachimsthal, 1. Aufl. der Neufassung 1976
- 93: Rudolf Riedel und Bruno Rudau: Elstertalsperre (Talsperre Pirk) – Oelsnitz – Adorf, 1961.
- 94: Hans Bleckert: Finsterbergen im Thüringer Wald, 3., verb. Aufl. 1963; 6. Aufl. 1972
- 95: Ernst Maier und  Kurt Dabrunz: Ueckermünde und die Haffküste, 1. Aufl. 1961; 2., überarb. Aufl. 1970
- 96: Horst Rößler: Zwischen Sachsenring und Muldental: Hohenstein-Ernstthal, Oelsnitz, Stollberg, Lichtenstein, Hartenstein, Thalheim. 1. Aufl. 1961
- 97: Hoher Fläming, 1. Aufl. 1961; 2., überarb. Aufl. 1966; 3., bearb. Aufl. 1969
- 98: Eckartsberga – Rastenberg – Bad Sulza
- 99: Herbert Wotte: Barockgarten Großsedlitz – Dohna – Weesenstein – Wilisch, 1961
- 100: Werner Kleinfeldt: Kühlungsborn – Rerik – Warnemünde – Bad Doberan, 1. Aufl. 1963; 2. Aufl. 1966; 4., verb. Aufl. 1970; 5. Aufl. 1973
- 101: Johannes Ehrhardt: Nordhausen am Harz Ilfeld – Neustadt, 2., verb. Aufl. 1966; 3., verb. Aufl. 1966, 4., verb. Aufl. 1970
- 102: Erhard Böhm: Rund um den Schneckenstein Morgenröthe – Rautenkranz – Carlsfeld Bad Reiboldsgrün – Mühlleithen, 2., verb. Aufl. 1967; 4., verb. Aufl. 1974
- 103: Hermann Lemme: Bad Schandau Winterberg- und Zschirnsteingebiet, 1962; 2., überarb. Aufl. 1967
- 104: Hellmuth Barthel: Hohnstein Polenztal–Stolpen, 1. Aufl. 1962; 2. Aufl. 1967; 3., verb. Aufl. 1971; 4. Aufl. 1977
- 105: Kyritzer Seenkette Kyritz – Wusterhausen – Neustadt
- 106: Hermann Lemme: Stadt und Festung Königstein – Bielatal, 1964
- 107: Heinz-Dieter Krausch und Joachim Schobeß: Potsdamer Havelland Werder – Ketzin – Lehnin – Saarmund, 1. Aufl., 1964; 2., verb. Aufl. 1967
- 108: Friedrich Barthel, Kurt Morgner und Oskar Petzoldt: Auerbach – Falkenstein – Rodewisch – Treuen, 1964; 2. Aufl. 1972
- 109: Hermann Lemme: Sebnitz – Hinterhermsdorf – Hintere Sächsische Schweiz, 1. Aufl. 1964; 2. Aufl. 1968
- 110: Neuhaus am Rennweg Schmiedefeld – Reichmannsdorf
- 111: Walter Zwarg: Bad Dürrenberg Merseburg – Bad Lauchstädt, 1. Aufl. 1964
- 112: Willi Lippold: Schwarzenberg Johanngeorgenstadt Rittersgrün – Auersberg, 1. Aufl. 1964
- 112: Willi Lippold (mit Beiträgen von Kurt Frommelt): Schwarzenberg – Auersberg Johanngeorgenstadt – Rittersgrün; 2., verbesserte Aufl., 1967; 3., verb. Aufl. 1969, 4. Aufl. 1973
- 113: Bad Salzungen
- 114: Märkische Schweiz Buckow – Waldsieversdorf, 2., verb. Aufl. 1967
- 115: Erich Köhler und Annelore Quedenfeld: Arnstadt Drei Gleichen – Plaue – Gräfenroda, 1. Aufl. 1965; 2., verb. Aufl. 1970
- 116: Willi Berger: Insel Hiddensee, 1. Aufl. 1965; 5., verb. Aufl. 1970
- 117: Klaus Bernk, Schleusingen und Umgebung
- 118: Martin Hammermüller: Das Schwartenberggebiet Seiffen–Sayda–Neuhausen, 1. Aufl. 1969; 2. Aufl. 1969
- 119: Fischland, Ahrenshoop, Graal-Müritz, Ribnitz-Damgarten
- 120: Gertrud Möller und Paul Köhler: Stützerbach Schmiedefeld a. R., 1. Aufl. 1966, 2., verb. Aufl. 1969; 4. Aufl. 1975
- 121: J. Christoph Cordes, Gottfried Becker und Walter Heimann: Bad Lausick, 3. Aufl. 1976
- 122: Heinz Wiese: Rübeländer Tropfsteinhöhlen, 1. Aufl. 1966; 3. Aufl. 1967; 4. Aufl. 1968; 6. Aufl. 1969; 8. Aufl. 1972; 10. Aufl. 1973; 11. Aufl. 1975
- 123: Helmut Reibig: Meißen und Umgebung Diesbar-Seußlitz–Radebeul, 2., verbes. Aufl. 1969
- 124: Hans Hartmann, Ehrhardt Kundisch und Ewald Mrozik: Leipziger Ausflugsziele, 2., überarb. Aufl. 1969
- 125: Karl Werner: Ilmenau und Umgebung Manebach – Elgersburg – Geraberg, 1. Aufl. 1968; 2., verb. Aufl. 1969, 4. Aufl. 1978 (o. Nr.)
- 126: Annemarie Lange: Berliner Müggelsee Köpenick – Schmöckwitz – Erkner, 1. Aufl. 1968; 2. verb. Aufl. 1970
- 127: Horst Urzynicok: Oberhof Gehlberg, 1969; 2. Aufl. 1972, 3. Aufl. 1975
- 128: Reinhard Barby: Feldberger Seen, 2. Aufl. 1969
- 129: Bad Saarow – Pieskow – Scharmützelsee
- 130: Klaus Schreiner: Müritzgebiet, 3. Aufl. 1976
- 131: H.-H. Kasper, W. Gläser, H. Neubauer, W. Neuber, L. Siegel: Olbernhau–Schwarzwassertal–Pockau–Lengefeld, 1. Aufl. 1970; 2. Aufl. 1976
- 132: Willy Hörning: Greifensteingebiet Thum – Ehrenfriedersdorf – Geyer, 1. Aufl. 1970; 2. Auflage 1973
- 133: Arendsee – Osterburg – Werben – Salzwedel – Seehausen, 2. Aufl. 1977
- 134: Helmut Roob, Walter Schütz: Tambach-Dietharz Georgenthal–Luisenthal Ohratalsperre, 1. Aufl. 1971; 2. Aufl. 1974
- 135: Fritz Röhnisch, Franz Wendtlandt: Templin–Lychen Prenzlau–Uckerseen, 1. Aufl. 1973
- 136: Winfried Löschburg: Rheinsberg, Lindow – Zechlin, 3. Aufl. 1976
- 137: Werner Schenk: Plau und der Plauer See, 1. Aufl. 1975; 2. Aufl. 1975
- 138: Gunter Kirsch, Horst Ende: Schwerin und Umgebung, 1. Aufl. 1975
- 139: Holm Dietze: Greifswald und Umgebung, 1976